# Хэй, Джордж, 16-й граф Эррол
Полковник Джордж Хэй, 16-й граф Эррол (англ. George Hay, 16th Earl of Erroll; 13 мая 1767 — 14 июня 1798) — шотландский аристократ, пэр и военный.

## Ранняя жизнь
Родился 13 мая 1767 года. Старший сын Джеймса Хэя, 15-го графа Эррола (1726—1778), и его второй жены Изабеллы Карр (? — 1808), старшей дочери и сонаследницы Уильяма Карра (1705—1777) из Этала в Нортумберленде. Его старшая сестра, леди Августа Хэй (1766—1822), первая жена Джорджа Бойла, 4-го графа Глазго, унаследовала поместье Этал в 1806 году. От первого брака его отца с Ребеккой Локхарт у него была сводная сестра, леди Мэри Хэй (род. 1754), которая вышла замуж за генерала Джона Скотта (1725—1775) из Балкоми. Его младшим братом был Уильям Хэй (1772—1819), который служил лордом верховным комиссаром в Генеральной ассамблее Церкви Шотландии с 1817 по 1819 год.
Его бабушкой и дедушкой по отцовской линии были Уильям Бойд, 4-й граф Килмарнок (1705—1746), и леди Энн Ливингстон (? — 1747), дочь Джеймса Ливингстона, 5-го графа Линлитгоу.

## Карьера

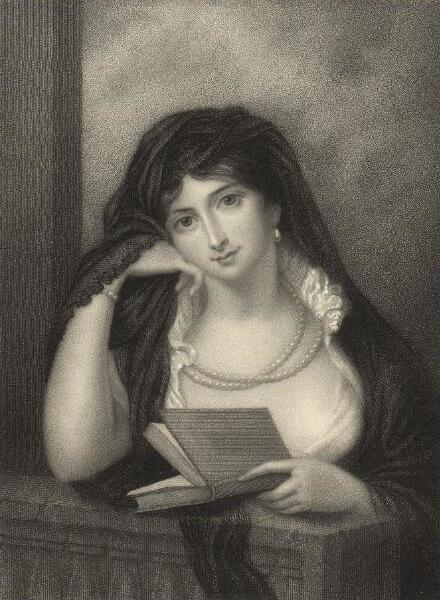
Его жена Элизабет, графиня Эррол, Томас Энтони Дин, 1790 год

3 июля 1778 года после смерти своего отца Джеймс Хэй унаследовал титулы 16-го графа Эррола и 17-го лорда Хэя. В 1780 году он поступил в британскую армию корнетом 7-го драгунского полка. В 1786 году он был произведен в капитаны 5-го драгунского полка, а в 1792 году — в 58-й пехотный полк. В 1793 году он стал майором 78-го пехотного полка, а в 1795 году — полковником 1-го пехотного полка.
С 1796 года и до своей смерти в 1798 году он был пэром-представителем Шотландии в Палате лордов Великобритании.

## Право на титул
После смерти тетки его отца, Мэри Хэй, 14-й графини Эрролл (которая умерла в 1758 году, не оставив потомства), его отец Джеймс Бойд-Хэй (1726—1778), стал 15-м графом Эрролом. Сестра Мэри Маргарет Хэй ранее умерла в Риме в 1723 году, однако она вышла замуж за Джеймса Ливингстона, 5-го графа Линлитгоу, 4-го графа Каллендара (? — 1723). Этот регрант был допрошен в Палате лордов в 1797 году. Тогдашний граф Лодердейл поставил под сомнение право Джорджа, 16-го графа Эрролла, голосовать на выборах пэров Шотландии. Одно из возражений против титула состояло в том, что титул графа Эрролла был заявлен путем выдвижения кандидатуры. В 1748 году в случае с титулом графа Лестер было решено, что это право выдвижения не может быть законно реализовано после объединения королевств. Палата лордов после тщательного расследования приняла решение в пользу права 16-го графа Эррола на титул. То, что граф Эррол пользуется почестями своего дома, несомненно и бесспорно, ясно из решения Палаты лордов.

## Личная жизнь
25 января 1790 года лорд Эррол был женат на Элизабет Джемайме Блейк (ум. 17 января 1831), сестре Джозефа Блейка, 1-го барона Уоллскорта и дочери Джозефа Блейка из Ардфри (графство Голуэй, Ирландия) и Гонории Дейли (дочери Дермота Дейли). Её сестра, Джоанна Харриет Блейк, была матерью сэра Доминика Дейли (1798—1868), 15-го губернатора острова принца Эдуарда и 7-го губернатора Южной Австралии.
Лорд Эррол скончался 14 июня 1798 года, и ему наследовал его младший брат Уильям Хэй, 17-й граф Эррол. Его вдова, вдовствующая графиня Эррол, повторно вышла замуж за достопочтенного Джона Хукхема Фрера (1769—1846), сына Джона Фрера, 12 сентября 1816 года, перед своей смертью в 1831 году.